# حاجز دموي زعتري
الحاجز الدموي الزعتري أو الحاجز الدموي التيموسي ينظَّم تبادل المواد بين الدورة الدموية والغدة الزعترية، يحجز الخلايا التَّائيَّة (T-cell) غير الناضجة إلى حين تطورها.
وايضاً يقوم هذا الحاجز بمنع الخلايا التَّائيَّة (T-cell) غير الناضجة من الارتباط بمولدات الضد الغريبة (antigen) (لأنه بمجرد ارتباط الخلايا التَّائيَّة في هذه المرحلة بمولّدات الضد (antigen) سيكون ذلك سبب في تدمير هذه الخلايا عن طريق الموت الخلوي المُبرمَج.
يتكون هذا الحاجز من شعيرات دموية مستمرة في الطبقة الخارجية من الغدة الزعترية ، كما انه يُعزَّز ويُقوَّى هذا الحاجز بوجود الخلايا الشبكية الطلائية وخلايا البلعمة.